# Mohammed Tiouali
Mohammed Ayoub Tiouali (* 26. Mai 1991) ist ein bahrainischer Mittelstreckenläufer marokkanischer Herkunft, der seit 2014 für Bahrain startberechtigt ist. 

## Sportliche Laufbahn
Erste internationale Erfahrungen sammelte Mohammed Tiouali bei Asienmeisterschaften 2015 in Wuhan, bei denen er in 3:42,43 min die Silbermedaille im 1500-Meter-Lauf hinter dem Katari Mohamad al-Garni gewann. Im Oktober wurde er bei den Militärweltspielen im südkoreanischen Mungyeong in 3:45,988 min Vierter. 2018 nahm er erstmals an den Asienspielen in Jakarta teil und gewann dort in 3:45,88 min die Bronzemedaille hinter dem Inder Jinson Johnson und Amir Moradi aus Iran. Im Jahr darauf wurde er bei den Arabischen Meisterschaften in Kairo Vierter über 1500 Meter und Sechster über 800 Meter. Zwei Wochen später landete er bei den Asienmeisterschaften in Doha in 3:44,07 min auf Rang vier über 1500 Meter und konnte seinen Vorlauf über 800 Meter nicht beenden.
Tiouali absolvierte ein Studium an der Mohammed-V.-Universität in Rabat.

## Persönliche Bestleistungen
- 800 Meter: 1:46,32 min, 6. Juli 2013 in Casablanca
  - 800 Meter (Halle): 1:50,88 min, 24. Januar 2015 in Nantes
- 1000 Meter: 2:19,52 min, 14. Juli 2014 in Linz
- 1500 Meter: 3:34,52 min, 6. Juli 2012 in Bottrop
  - 1500 Meter (Halle): 3:39,91 min, 11. Februar 2018 in Metz
  - 3000 Meter (Halle): 7:44,58 min, 25. Januar 2018 in Ostrava